# Февзи Чакмак (квартал в Кючюкчекмедже)
„Февзи Чакмак“ (на турски: Fevzi Çakmak) е квартал на Истанбул, разположен в градска околия Кючюкчекмедже. Общата му площ е 0,72 км2. Според данни на Адресната система за регистриране на населението (ABPRS) към 2023 г. населението на „Февзи Чакмак“ е 26 550 жители.